# Döring (Familie)

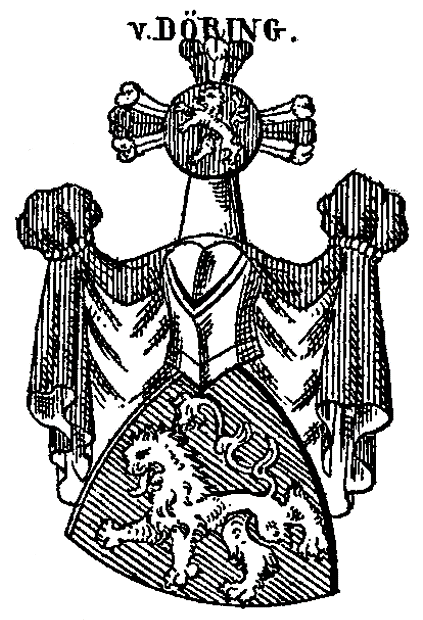
Wappen derer von Döring in Siebmachers Wappenbuch

Döring ist der Name eines seit 1275 urkundlichen Braunschweiger Ratsgeschlechts, das sich auch ins Lüneburgische Patriziat und den Mecklenburgischen Landadel ausbreitete sowie in dänische Dienste eintrat.
Es besteht keine Stammverwandtschaft zu anderen gleichnamigen Familien wie etwa dem Breslauer Patriziergeschlecht Döring oder dem mittelhessischen Adelsgeschlecht Döring zu Elmshausen.

## Geschichte
Das Geschlecht wurde am 28. Oktober 1275 mit Theodoricus Turingus, Bürger in Braunschweig, zuerst urkundlich genannt. Mit ihm beginnt auch die Stammreihe der Familie. Noch im 13. Jahrhundert empfingen die Döring Lehen zu Kissenbrück, stellten bereits in der 2. Generation mit Thidericus (Thilo II.; † 1318) einen Bürgermeister in Braunschweig, besaßen um 1365 einen bedeutenden Anteil an der Lüneburger Saline und traten um 1700 in den Landadel über. Seit 30. August 1620 besteht ein Familienverband, der auf dem Testament des Braunschweiger Bürgermeisters Cord von Döring (1551–1625) gründet und an Familienglieder Stipendien zum Studium der Rechte vergibt.
Der Drost auf Badow Georg von Döring (1766–1812) und der Kieler Kammerherr Johann von Döring (1741–1818) wurden am 17. November 1810 bzw. am 14. März 1811 in den mecklenburgischen Adel indigeniert. Die Familie war hier seit etwa 1700 auf Badow, von 1796 bis 1798 auf Groß und Klein Renzow sowie seit 1854 auf Ruhetal, seit 1853 auch auf Setzin, schließlich seit 1795 auf Söhring bei Wittenburg grundgesessen. Im Dobbertiner Einschreibebuch finden sich fünf Einträge für das Damenstift Dobbertin.
Mit dem in Badow geborenen und nachmaligem dänischen Kammerherrn und Geheimen Konferenzrat in Sonderburg Johann von Döring (1741–1818) trat die Familie in dänische Dienste. Sein Sohn Ernst August von Döring (1767–1850) war Landdrost der Herrschaft Pinneberg, dessen Sohn Heinrich von Döring (1805–1880) war von 1839 bis 1860 Amtmann im Amt Cismar. Er verstarb auf seinem mecklenburgischen Landgut Setzin.

## Angehörige
- Cord von Döring (1325–1374), Braunschweiger Bürgermeister
- Ernst August von Döring (1767–1850), Landdrost der Herrschaft Pinneberg
- Heinrich von Döring (1805–1880), Amtmann in Cismar

## Wappen
In Rot ein fortschreitender zweischweifiger silberner Löwe, auf dem Helm mit rot-silbernen Decken ein silber-gestülpter roter Spitzhut, belegt mit einem runden roten Schild, darin der Löwe. Der Rundschild oben und zu beiden Seiten mit je drei rot-silber-roten Straußenfedern bestückt.